# Copromorfídeos
Copromorfídeos (Copromorphidae) é uma família de insectos da ordem Lepidoptera.

## Géneros
- Copromorpha Meyrick, 1886
  - =Trychnostola Turner, 1916
- Aegidomorpha Meyrick, 1932
- Cathelotis Meyrick, 1926
- Dryanassa Meyrick, 1936
- Ellabella Busck, 1925
  - =Probolacma Meyrick, 1927
  - =Spilogenes Meyrick, 1938
- Endothamna Meyrick, 1922
- Isonomeutis Meyrick, 1888
- Lotisma Busck, 1909
- Neophylarcha Meyrick, 1926
- Ordrupia Busck, 1911
- Osidryas Meyrick, 1916
  - =Heterocrita Turner, 1913
- Phanerochersa Meyrick, 1926
- Phycomorpha Meyrick, 1914
- Rhopalosetia Meyrick, 1926
- Rhynchoferella Strand, 1915
- Saridacma Meyrick, 1930
- Syncamaris Meyrick, 1932
- Tanymecica Turner, 1916